# Znidarici
Znidarici (in croato Žnjidarići) è un centro abitato della Croazia, frazione del comune di Portole, nella Regione istriana.

## Geografia fisica
| Znidarici           | Mesi | Mesi | Mesi | Mesi | Mesi | Mesi | Mesi | Mesi | Mesi | Mesi | Mesi | Mesi | Stagioni | Stagioni | Stagioni | Stagioni | Anno  |
| Znidarici           | Gen  | Feb  | Mar  | Apr  | Mag  | Giu  | Lug  | Ago  | Set  | Ott  | Nov  | Dic  | Inv      | Pri      | Est      | Aut      | Anno  |
| ------------------- | ---- | ---- | ---- | ---- | ---- | ---- | ---- | ---- | ---- | ---- | ---- | ---- | -------- | -------- | -------- | -------- | ----- |
| T. max. media (°C)  | 5,8  | 6,8  | 10,0 | 14,0 | 18,6 | 22,4 | 25,3 | 25,0 | 21,3 | 16,2 | 10,8 | 7,6  | 6,7      | 14,2     | 24,2     | 16,1     | 15,3  |
| T. min. media (°C)  | 1,1  | 1,3  | 3,6  | 6,8  | 10,9 | 14,6 | 17,2 | 17,0 | 14,0 | 10,1 | 5,5  | 2,8  | 1,7      | 7,1      | 16,3     | 9,9      | 8,7   |
| Precipitazioni (mm) | 85   | 79   | 82   | 96   | 90   | 97   | 79   | 97   | 120  | 119  | 134  | 107  | 271      | 268      | 273      | 373      | 1 185 |

## Storia

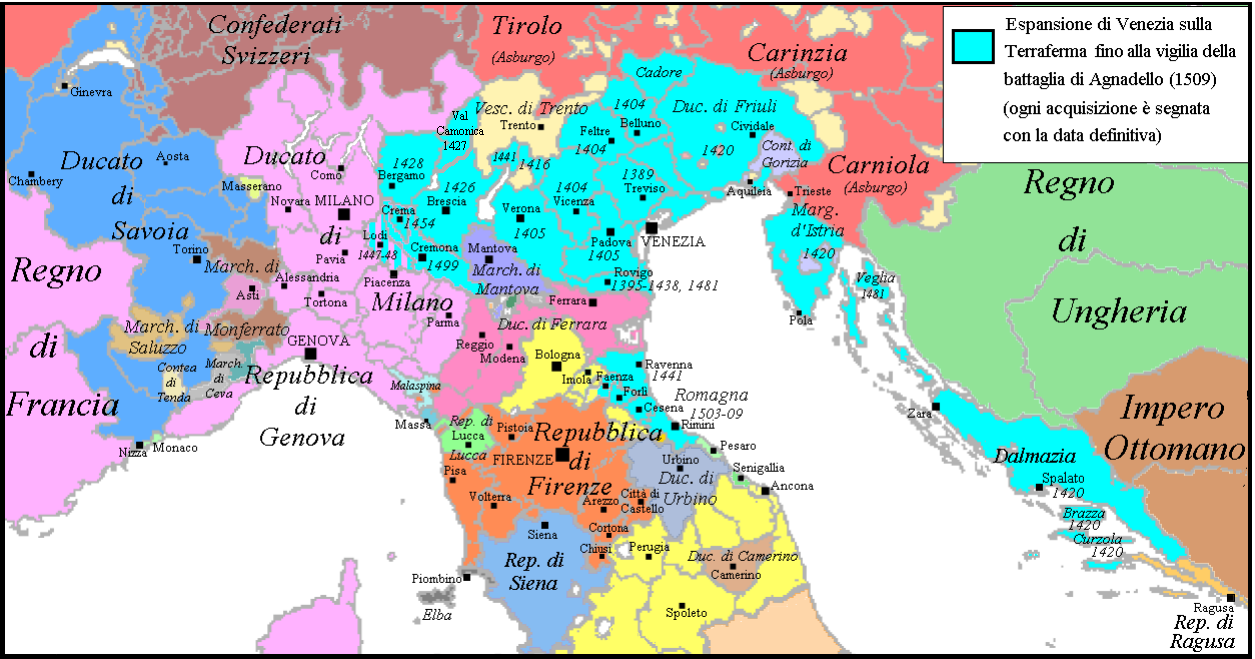
In azzurro la Repubblica di Venezia

Il centro fece parte del patriarcato di Aquileia. Dall'XI secolo fu abitato da popolazioni venete. Nel 1421 fu annesso alla Serenissima Repubblica di Venezia.
Nel XV secolo Znidarici ebbe una notevole crescita demografica e commerciale.
In seguito alla conquista francese dell'Istria, il paesino fu annesso al Regno d'Italia Napoleonico. Dal 1814 il territorio entrò a far parte dell'impero austriaco. L'anno successivo, con il congresso di Vienna, che sancì la fine della Serenissima, la cittadina subì una notevole immigrazione slava, che tuttavia non ne turbò l'originario nucleo omogeneo di veneziani e ladini.
Dopo la prima guerra mondiale Znidarici entrò a far parte dell'Italia.
Durante la seconda guerra mondiale alla notizia dell'armistizio di Cassibile l'8 settembre 1943, venne attaccata dai partigiani comunisti jugoslavi, i quali arrestarono e deportarono molti cittadini.
Dopo la seconda guerra mondiale la cittadina fu ceduta alla Jugoslavia in seguito ai trattati di pace di Versailles del 1947.
Con l'annessione alla Jugoslavia si inaugurò una politica di slavizzazione che costrinse molti italiani a scappare per sfuggire ai massacri delle foibe. Il territorio dal 1991 è passato sotto il controllo della Croazia, della quale fa parte tuttora.
Ad oggi Znidarici fa parte del comune di Portole, nella Regione istriana, il quale nonostante l'esodo e la politica di slavizzazione e croatizzazione forzata conta il 32% della popolazione che si dichiara italiana di madrelingua italiana.

## Società

### Evoluzione demografica
| 1880 | 1890 | 1900 | 1910 | 1948 | 1953 | 1961 | 1971 | 1981 | 1991 | 2001 | 2011 |
| 186  | 203  | 213  | 235  | 196  | 172  | 127  | 104  | 75   | 52   | 41   | 46   |

### Etnie
|          |          |  |        |        |
| -------- | -------- |  | ------ | ------ |
| Istriani | Istriani |  | 51,92% | 51,92% |
| Croati   | Croati   |  | 25%    | 25%    |
| Italiani | Italiani |  | 21,15% | 21,15% |
| Sloveni  | Sloveni  |  | 1,92%  | 1,92%  |